# Gnamptogenys pleurodon
Gnamptogenys pleurodon é uma espécie de formiga do gênero Gnamptogenys.